# Bullshit
 Bullshit  è un singolo della cantante giamaicana Grace Jones pubblicato nel 1980.

## Descrizione
Il brano, sesta traccia dell'album Warm Leatherette, è stato scritto da Barry Reynolds e fu pubblicato su 45 giri per il solo mercato del Guatemala in una rara versione a 45 giri, accoppiato al brano A Rolling Stone.

## Tracce
- Guatemala 7" single

A. "Bullshit " – 5:20
B. "A Rolling Stone" – 3:30